# Marco Lamponio
Marco Lamponio (en latín, Marcus Lamponius; muerto el 3 de noviembre de 82 a. C.) fue un general lucano, célebre por haber sido lugarteniente de Poncio Telesino en la Batalla de la Puerta Colina.
Participó en la guerra Social en el bando de los itálicos, derrotando a Publio Licinio Craso y encerrándolo en Grumento.
A mediados de 82 a. C., en medio primera guerra civil, tras reclutar junto a Poncio Telesino y Guta de Capua 70 000 hombres, marchó hacia Preneste decidido a ayudar a Cayo Mario, sitiado en dicha ciudad. Sin embargo, Sila le bloqueó los caminos y tuvo que cambiar de plan. Decidió marchar sobre Roma, pero al llegar a las puertas de la ciudad fue atacado y derrotado por Sila y Craso en la batalla de la Puerta Colina. Al día siguiente fue capturado y ejecutado, mientras que su cabeza fue enviada a Preneste para desanimar a los sitiados.